# Montes Harbinger

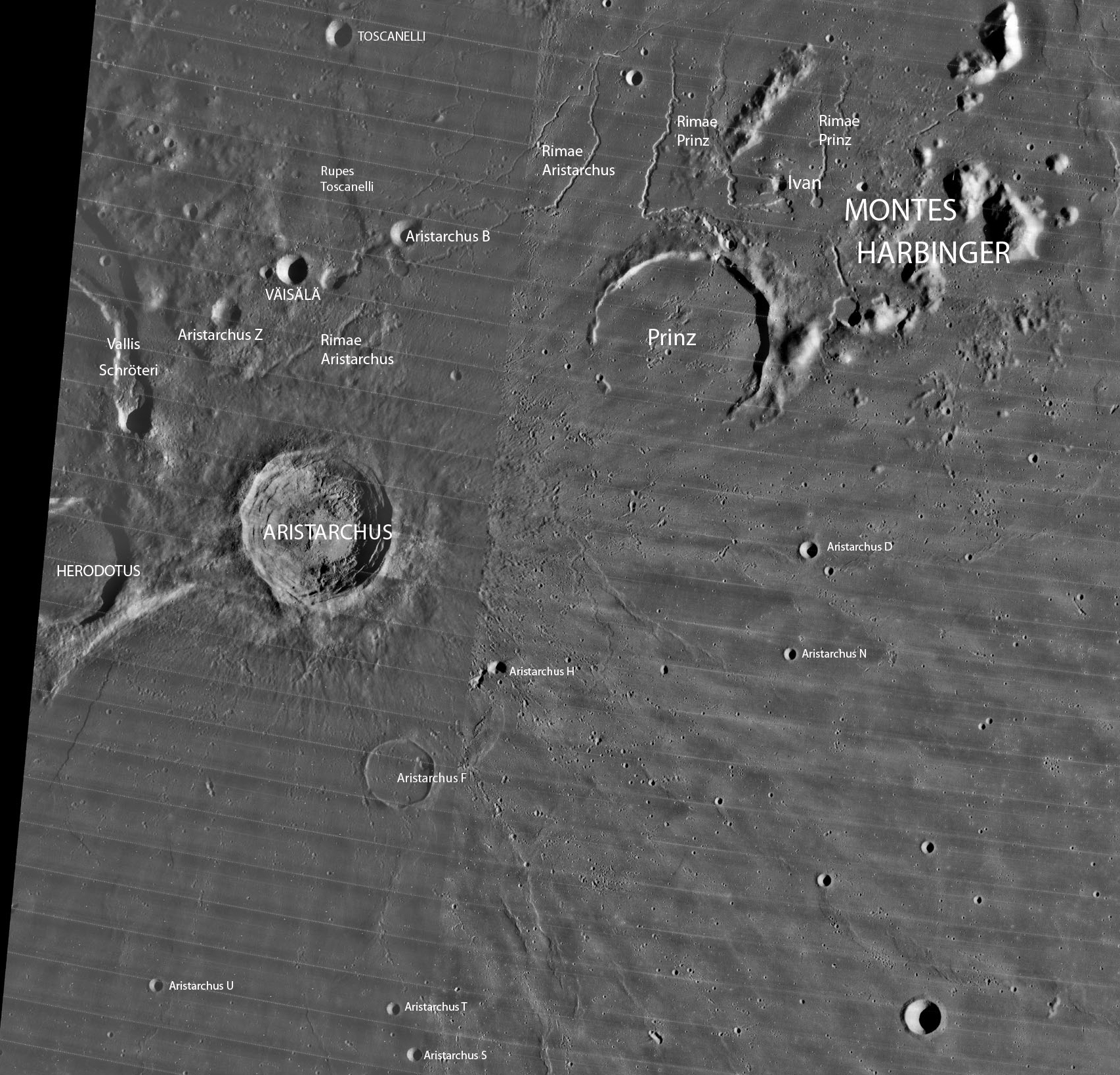
Poloha Montes Harbinger.

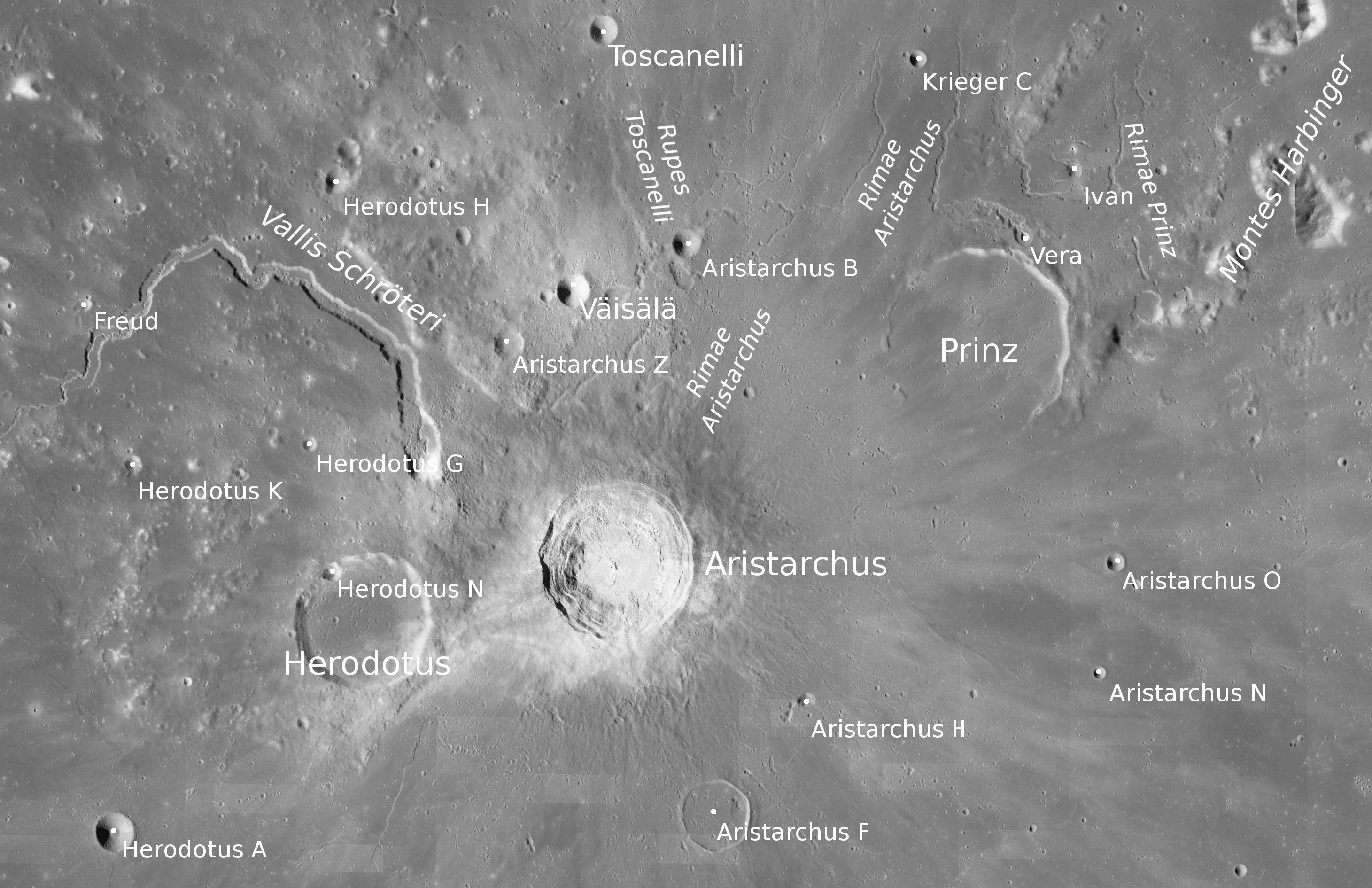
Montes Harbinger (napravo nahoře).

Montes Harbinger (česky Pohoří zvěstování) je skupina izolovaných vrcholků severovýchodně od zbytků zatopeného kráteru Prinz v západní části Mare Imbrium (Moře dešťů) na přivrácené straně Měsíce. Leží na ploše o průměru přibližně 90 km. Střední selenografické souřadnice jsou 26,9° S, 41,3° Z.
Jihovýchodně za kráterem Prinz leží výrazný paprskovitý kráter Aristarchus, východně v blízkosti pohoří Montes Harbinger se vinou měsíční brázdy Rimae Prinz. Severně leží kráter Angström.

## Pojmenování
Mezinárodní astronomická unie přijala v roce 1961 pojmenování Montes Harbinger. Harbinger znamená v angličtině posel nebo zvěstovatel, silueta pohoří ve vycházejícím Slunci zvěstuje svítání nad kráterem Aristarchus.